# Arrondissement de Vitry-le-François
L'arrondissement de Vitry-le-François est une division administrative française, située dans le département de la Marne et la région Grand Est.

## Composition

Limite de l'arrondissement avant le 31 mars 2017

### Découpage cantonal avant 2015
Liste des cantons de l'arrondissement de Vitry-le-François :
- canton d'Heiltz-le-Maurupt ;
- canton de Saint-Remy-en-Bouzemont-Saint-Genest-et-Isson ;
- canton de Sompuis ;
- canton de Thiéblemont-Farémont ;
- canton de Vitry-le-François-Est ;
- canton de Vitry-le-François-Ouest.

### Découpage communal entre 2015 et 2017
Dès 2015, le nombre de communes des arrondissements varie chaque année soit du fait du redécoupage cantonal de 2014 qui a conduit à l'ajustement de périmètres de certains arrondissements, soit à la suite de la création de communes nouvelles. Le nombre de communes de l'arrondissement de Vitry-le-François reste quant à lui inchangé et égal à 113. Au 1er janvier 2017, l'arrondissement groupait alors les 113 communes suivantes :
1. Ablancourt
2. Alliancelles
3. Ambrières
4. Arrigny
5. Arzillières-Neuville
6. Aulnay-l'Aître
7. Bassu
8. Bassuet
9. Bettancourt-la-Longue
10. Bignicourt-sur-Marne
11. Bignicourt-sur-Saulx
12. Blacy
13. Blaise-sous-Arzillières
14. Blesme
15. Brandonvillers
16. Bréban
17. Brusson
18. Le Buisson
19. Bussy-le-Repos
20. Changy
21. Chapelaine
22. Charmont
23. Châtelraould-Saint-Louvent
24. Châtillon-sur-Broué
25. La Chaussée-sur-Marne
26. Cheminon
27. Cloyes-sur-Marne
28. Coole
29. Corbeil
30. Courdemanges
31. Couvrot
32. Dommartin-Lettrée
33. Dompremy
34. Val-de-Vière
35. Drosnay
36. Drouilly
37. Écollemont
38. Écriennes
39. Étrepy
40. Favresse
41. Frignicourt
42. Giffaumont-Champaubert
43. Gigny-Bussy
44. Glannes
45. Sainte-Marie-du-Lac-Nuisement
46. Haussignémont
47. Hauteville
48. Heiltz-le-Hutier
49. Heiltz-le-Maurupt
50. Heiltz-l'Évêque
51. Huiron
52. Humbauville
53. Isle-sur-Marne
54. Jussecourt-Minecourt
55. Landricourt
56. Larzicourt
57. Lignon
58. Lisse-en-Champagne
59. Loisy-sur-Marne
60. Luxémont-et-Villotte
61. Maisons-en-Champagne
62. Margerie-Hancourt
63. Marolles
64. Matignicourt-Goncourt
65. Maurupt-le-Montois
66. Le Meix-Tiercelin
67. Merlaut
68. Moncetz-l'Abbaye
69. Norrois
70. Orconte
71. Outines
72. Outrepont
73. Pargny-sur-Saulx
74. Plichancourt
75. Ponthion
76. Possesse
77. Pringy
78. Reims-la-Brûlée
79. Les Rivières-Henruel
80. Saint-Amand-sur-Fion
81. Saint-Chéron
82. Saint-Eulien
83. Saint-Jean-devant-Possesse
84. Saint-Lumier-en-Champagne
85. Saint-Lumier-la-Populeuse
86. Saint-Ouen-Domprot
87. Saint-Quentin-les-Marais
88. Saint-Remy-en-Bouzemont-Saint-Genest-et-Isson
89. Saint-Utin
90. Saint-Vrain
91. Sapignicourt
92. Scrupt
93. Sermaize-les-Bains
94. Sogny-en-l'Angle
95. Sommesous
96. Sompuis
97. Somsois
98. Songy
99. Soudé
100. Soulanges
101. Thiéblemont-Farémont
102. Trois-Fontaines-l'Abbaye
103. Vanault-le-Châtel
104. Vanault-les-Dames
105. Vauclerc
106. Vavray-le-Grand
107. Vavray-le-Petit
108. Vernancourt
109. Villers-le-Sec
110. Vitry-en-Perthois
111. Vitry-le-François
112. Vouillers
113. Vroil

### Découpage communal depuis 2017
Au 31 mars 2017, une réorganisation des arrondissements est effectuée, pour mieux intégrer les récentes modifications des intercommunalités et faire coïncider les arrondissements aux circonscriptions législatives ; l'arrondissement de Sainte-Menehould est supprimée et trois communes (Dommartin-Lettrée, Sommesous et Soudé) passent de Vitry-le-François à Châlons-en-Champagne.
Au 1er janvier 2024, l'arrondissement groupe les 110 communes suivantes :
1. Ablancourt
2. Alliancelles
3. Ambrières
4. Arrigny
5. Arzillières-Neuville
6. Aulnay-l'Aître
7. Bassu
8. Bassuet
9. Bettancourt-la-Longue
10. Bignicourt-sur-Marne
11. Bignicourt-sur-Saulx
12. Blacy
13. Blaise-sous-Arzillières
14. Blesme
15. Brandonvillers
16. Bréban
17. Brusson
18. Le Buisson
19. Bussy-le-Repos
20. Changy
21. Chapelaine
22. Charmont
23. Châtelraould-Saint-Louvent
24. Châtillon-sur-Broué
25. La Chaussée-sur-Marne
26. Cheminon
27. Cloyes-sur-Marne
28. Coole
29. Corbeil
30. Courdemanges
31. Couvrot
32. Dompremy
33. Drosnay
34. Drouilly
35. Écollemont
36. Écriennes
37. Étrepy
38. Favresse
39. Frignicourt
40. Giffaumont-Champaubert
41. Gigny-Bussy
42. Glannes
43. Haussignémont
44. Hauteville
45. Heiltz-le-Hutier
46. Heiltz-le-Maurupt
47. Heiltz-l'Évêque
48. Huiron
49. Humbauville
50. Isle-sur-Marne
51. Jussecourt-Minecourt
52. Landricourt
53. Larzicourt
54. Lignon
55. Lisse-en-Champagne
56. Loisy-sur-Marne
57. Luxémont-et-Villotte
58. Maisons-en-Champagne
59. Margerie-Hancourt
60. Marolles
61. Matignicourt-Goncourt
62. Maurupt-le-Montois
63. Le Meix-Tiercelin
64. Merlaut
65. Moncetz-l'Abbaye
66. Norrois
67. Orconte
68. Outines
69. Outrepont
70. Pargny-sur-Saulx
71. Plichancourt
72. Ponthion
73. Possesse
74. Pringy
75. Reims-la-Brûlée
76. Les Rivières-Henruel
77. Saint-Amand-sur-Fion
78. Saint-Chéron
79. Saint-Eulien
80. Saint-Jean-devant-Possesse
81. Saint-Lumier-en-Champagne
82. Saint-Lumier-la-Populeuse
83. Sainte-Marie-du-Lac-Nuisement
84. Saint-Ouen-Domprot
85. Saint-Quentin-les-Marais
86. Saint-Remy-en-Bouzemont-Saint-Genest-et-Isson
87. Saint-Utin
88. Saint-Vrain
89. Sapignicourt
90. Scrupt
91. Sermaize-les-Bains
92. Sogny-en-l'Angle
93. Sompuis
94. Somsois
95. Songy
96. Soulanges
97. Thiéblemont-Farémont
98. Trois-Fontaines-l'Abbaye
99. Val-de-Vière
100. Vanault-le-Châtel
101. Vanault-les-Dames
102. Vauclerc
103. Vavray-le-Grand
104. Vavray-le-Petit
105. Vernancourt
106. Villers-le-Sec
107. Vitry-en-Perthois
108. Vitry-le-François
109. Vouillers
110. Vroil

## Démographie
En 2022, l'arrondissement comptait 43 535 habitants.
| 1968   | 1975   | 1982   | 1990   | 1999   | 2006   | 2011   | 2016   | 2021   |
| ------ | ------ | ------ | ------ | ------ | ------ | ------ | ------ | ------ |
| 50 103 | 51 415 | 51 404 | 50 499 | 49 044 | 48 318 | 47 578 | 46 024 | 43 836 |

| 2022   | - | - | - | - | - | - | - | - |
| ------ | - | - | - | - | - | - | - | - |
| 43 535 | - | - | - | - | - | - | - | - |

## Sous-préfets
| Période          | Période          | Identité                         | Fonction précédente                                                                                     | Observation                                                                   |
| ---------------- | ---------------- | -------------------------------- | --- | ----------------------------------------------------------------------------- |
|                  |                  |                                  | |                                                                               |
| 16 juillet 1814  | 9 mai 1815       | Louis de Coucy                   | | Révoqué aux Cent-Jours                                                        |
|                  |                  |                                  | |                                                                               |
| 16 juillet 1815  | 10 juillet 1816  | Louis de Coucy                   | Réinstallé à la fin des Cent-Jours                                                                      | Nommé préfet du Jura                                                          |
| 12 juillet 1816  | 9 juillet 1836   | Jean-Baptiste Onfroy de Bréville | Sous-préfet de Doullens                                                                                 | Nommé préfet de Vaucluse                                                      |
|                  |                  |                                  | |                                                                               |
| 15 mai 1843      | 8 juillet 1844   | Pierre Loriot de Rouvray         | Sous-préfet de Sarlat-la-Canéda                                                                         | Démissionne et devient conseiller municipal de Versailles                     |
| 1er août 1844    | mars 1848        | Alexandre Neveux                 | Sous-préfet de Saverne                                                                                  | Révoqué à la révolution de 1848. Nommé sous-préfet de Rethel 3 mois plus tard |
|                  |                  |                                  | |                                                                               |
| 7 décembre 1850  | 19 décembre 1853 | Charles de Gauville              | Sous-préfet de Forcalquier                                                                              | Nommé sous-préfet de Thiers                                                   |
|                  |                  |                                  | |                                                                               |
| 25 octobre 1865  | 3 août 1867      | Jean-Baptiste Poulin             | Sous-préfet de Barcelonnette                                                                            | Nommé sous-préfet d'Avallon                                                   |
|                  |                  |                                  | |                                                                               |
| 24 mai 1876      | 24 mai 1877      | Jean Girard                      | | Remplacé                                                                      |
| 30 décembre 1877 | 7 janvier 1891   | Louis Doury                      | | Nommé Retraite                                                                |
| 7 janvier 1891   | 31 décembre 1892 | Charles Casta                    | Sous-préfet d'Avallon                                                                                   | Nommé sous-préfet de Saint-Pons                                               |
| 31 décembre 1892 | 8 juin 1893      | Edmond du Mesnil                 | Sous-préfet de Parthenay                                                                                | Mis en disponibilité sur sa demande                                           |
| 8 juin 1893      | 4 décembre 1894  | Jacques Edmond Fabre             | Chef de cabinet du préfet de la Marne                                                                   | Nommé sous-préfet de Ploërmel                                                 |
| 4 décembre 1894  | 13 février 1897  | Antoine Noël                     | Secrétaire général de la préfecture du Territoire-de-Belfort                                            | Nommé sous-préfet de Saint-Flour                                              |
| 13 février 1897  | 19 juillet 1898  | Paul Herrgott                    | Sous-préfet de Figeac                                                                                   | Nommé sous-préfet de Nogent-sur-Seine                                         |
| 19 juillet 1898  | 5 septembre 1904 | Marie-François Lemoine           | Conseiller de préfecture de l'Oise                                                                      | Nommé conseiller de préfecture de Meurthe-et-Moselle                          |
| 5 septembre 1904 | 21 février 1909  | Jean Senné-desjardins            | Sous-préfet de Barcelonnette                                                                            | Nommé sous-préfet de Briey                                                    |
| 21 février 1909  | 20 octobre 1911  | André Jozon                      | Sous-préfet de Gex                                                                                      | Nommé secrétaire général de la préfecture de la Côte-d'Or                     |
| 20 octobre 1911  | 15 juillet 1914  | Paul Vidal                       | Conseiller à la préfecture de la Haute-Vienne                                                           | Nommé sous-préfet de Valognes                                                 |
| 15 juillet 1914  | 22 octobre 1920  | Louis Mennecier                  | Sous-préfet d'Yssingeaux                                                                                | Nommé sous-préfet de Reims                                                    |
| 22 octobre 1920  | 26 octobre 1925  | Louis Boujard                    | Sous-préfet de Saint-Jean-d'Angély                                                                      | Nommé secrétaire général de la préfecture de l'Aisne                          |
| 26 octobre 1925  | 16 avril 1927    | Alfred Papinot                   | Chef du secrétariat particulier du ministre de l'instruction publique et des beaux-arts François-Albert | Nommé sous-préfet de Rethel                                                   |
| 16 avril 1927    | 1er mars 1936    | Henri Morel                      | Rattaché à la préfecture de Saône-et-Loire                                                              | Nommé Secrétaire général de la préfecture de la Marne                         |
| 17 janvier 1936  | 20 avril 1938    | Pierre Bailly                    | Sous-préfet de Sarreguemines                                                                            | Nommé sous-préfet de Mamers                                                   |
| 20 avril 1938    | 6 juin 1939      | René Bousquet                    | Sous-chef de bureau                                                                                     | Nommé secrétaire général de la préfecture de la Marne                         |
| 6 juin 1939      | 30 octobre 1940  | Jean Leguay                      | Sous-préfet de Saint-Julien-en-Genevois                                                                 | Nommé secrétaire général de la préfecture de la Marne                         |
| 30 octobre 1940  | 18 décembre 1941 | Richard Pouzet                   | Chef de cabinet du ministre des P.T.T                                                                   | Nommé secrétaire général de la préfecture de la Marne                         |
|                  |                  |                                  | |                                                                               |
| 27 août 1990     | 28 février 1992  | Jean-Michel Linfort              | Directeur du cabinet du préfet de Loir-et-Cher                                                          | Nommé sous-préfet de Lesparre-Médoc                                           |
| 28 février 1992  |                  | Jean-Louis Valentin              | |                                                                               |
| 13 décembre 1995 | 25 mai 1998      | Michel Possy Berry Quenum        | Magistrat                                                                                               | Nommé sous-préfet de Saint-Amand-Montrond                                     |
| 6 décembre 2000  | 24 octobre 2001  | Ferdinand-Maurice Constant       | |                                                                               |
| 31 décembre 2001 | 24 juin 2004     | Josiane Chevalier                | | Nommée secrétaire générale de la préfecture du Jura                           |
| 26 août 2004     | 1er août 2006    | Valérie Le Gleut                 | Administratrice civile                                                                                  | Réintégre son corps d'origine                                                 |
| 1er août 2006    | 28 juillet 2008  | Julien Le Gars                   | Premier conseiller du corps des membres des tribunaux administratifs et cours administratives d'appel   | Réintégre son corps d'origine                                                 |
| 28 juillet 2008  | 16 février 2011  | Raymond Floc'h                   | Chef d'établissement scolaire du second degré                                                           | Nommé sous-préfet chargé de mission auprès du préfet des Alpes-Maritimes      |
| 25 mai 2011      | 22 mai 2013      | Sylvie Cendre                    | Maître de conférence                                                                                    | Nommée sous-préfète chargée de mission auprès du préfet des Alpes-Maritimes   |
| 15 juillet 2013  | 20 avril 2015    | Thierry Mailles                  | Directeur des services pénitentiaires                                                                   | Nommé sous-préfet de Villeneuve-sur-Lot                                       |
| 27 mai 2015      | 21 avril 2017    | Christophe Pizzi                 | Officier de la gendarmerie nationale                                                                    | Nommé directeur de cabinet du préfet de la Haute-Corse                        |
| 21 avril 2017    | 1er février 2019 | Hélène de Kergariou              | Architecte et urbaniste en chef de l'Etat                                                               | Nommée directrice de cabinet du préfet de Loir-et-Cher                        |
| 8 mars 2019      | 27 janvier 2021  | Elisabeth Muller                 | Inspectrice de classe exceptionnelle de l'action sanitaire et sociale                                   | Nomée sous préfète de Morlaix                                                 |
| 23 mars 2021     | 14 avril 2023    | Jean Philippe Fons               | Inspecteur d'académie - inspecteur pédagogique régional de classe normale                               | Nommé à la direction des affaires européennes et sociales                     |
| 17 mai 2023      |                  | Djilali Guerza                   | Chef de cabinet de la ministre de la Culture                                                            |                                                                               |